# Варека

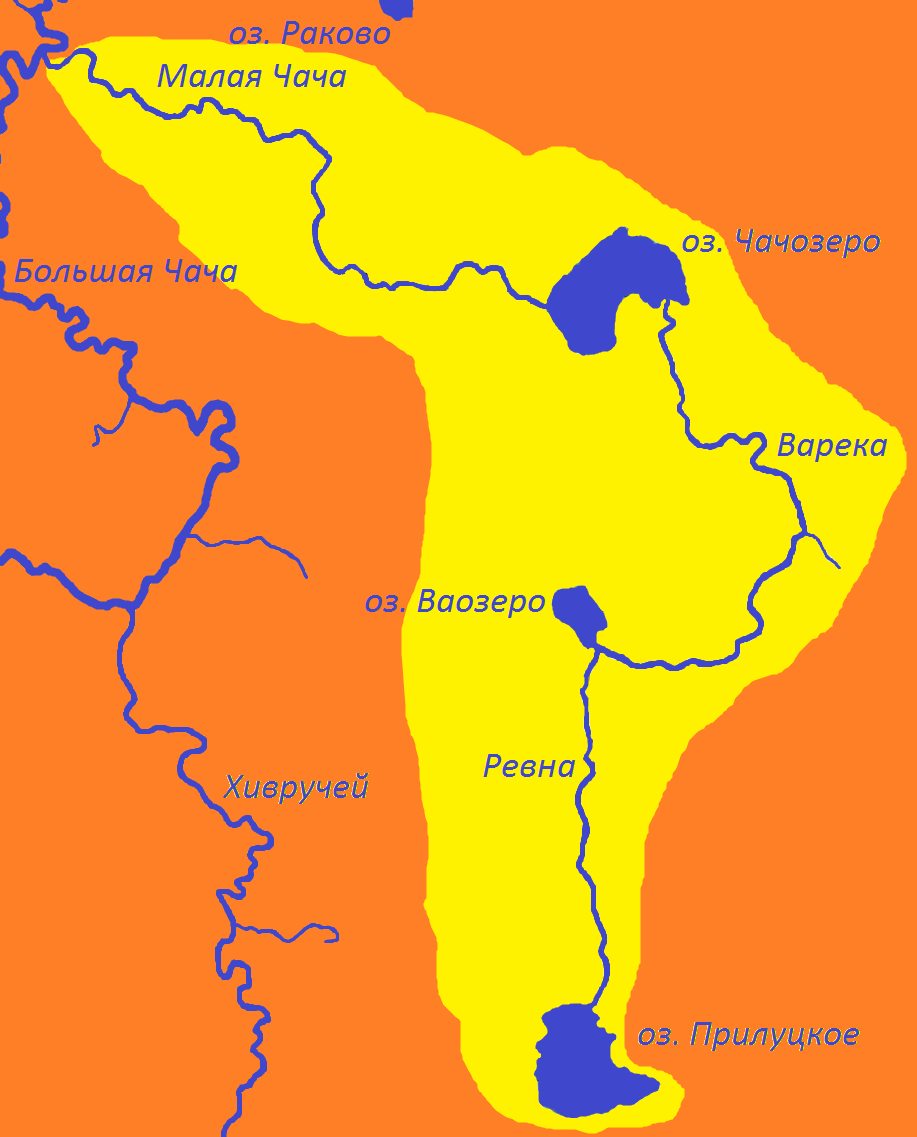
Бассейн реки Малая Чача

Ва́река — река в России, в Холмогорском районе Архангельской области, впадает в озеро Чачозеро (бассейн Северной Двины).
Длина реки — 10 км. Варека вытекает из озера Прилуцкого, которое находится на юге Холмогорского района Архангельской области. Течёт по лесистой ненаселённой местности (в верхнем течении рядом с болотом Прилуцким). В верхнем течении носит название Ревна. После впадения ручья, вытекающего из озера Ваозеро, именуется уже Варекой. Ширина реки на всём протяжении — около 5 м. Русло извилистое, основное направление — север (если сначала река течёт на север, северо-восток, то затем разворачивается на северо-запад).
Падение реки 7,5 м.